# Sportowe ratownictwo wodne na Światowych Wojskowych Igrzyskach Sportowych 2019 – ratowanie manekina na 50 m kobiet
Ratowanie manekina na 50 m kobiet – jedna z konkurencji sportowego ratownictwa wodnego rozgrywanych podczas Światowych Wojskowych Igrzysk Sportowych 2019 w chińskim Wuhan. 
Eliminacje i finał rozegrane zostały w dniu 20 października 2019 roku na pływalni Wuhan Five Rings Sports Center Natatorium. Złoty medal zdobyła Chinka Wu Huimin, ustanawiając w finale nowy rekord Igrzysk wojskowych z czasem 33,93 s.

## Rekordy
Przed finałem Światowych Wojskowych Igrzyskach Sportowych 2019 obowiązywały następujące rekordy:
| Rekord świata             | Laura Quilter | 32,79 | Gold Coast | 6 sierpnia 2016      |
| Rekord Igrzysk wojskowych | Wu Huimin     | 35,50 | Wuhan      | 20 października 2019 |

## Terminarz
| Data                 | Godzina (UTC+8) | Wydarzenie             |
| -------------------- | --------------- | ---------------------- |
| 20 października 2019 | 9:00            | Wyścigi kwalifikacyjne |
| 20 października 2019 | 19:00           | Finał                  |

## Wyniki

### Kwalifikacje

#### Wyścig 1
| Poz. | Imię i nazwisko        | Narodowość | Tor | Reakcja | Wynik | Uwagi | Kwal. |
| ---- | ---------------------- | ---------- | --- | ------- | ----- | ----- | ----- |
| 1    | Wu Huimin              | Chiny      | 4   | 0,70    | 35,50 | CR    | Q     |
| 2    | Julia Wróbel           | Polska     | 1   | 0,80    | 39,17 |       | Q     |
| 3    | Jessica Grote          | Niemcy     | 5   | 0,80    | 39,22 |       | Q     |
| 4    | Josefin Palm           | Szwecja    | 3   | 0,76    | 41,25 |       | R     |
| 5    | Kaylee Koch            | Holandia   | 2   | 0,90    | 47,01 |       |       |
| 6    | Sheyla Garcia Salvador | Hiszpania  | 6   | 1,04    | 50,41 |       |       |

Źródło:

#### Wyścig 2
| Poz. | Imię i nazwisko                  | Narodowość | Tor | Reakcja | Wynik | Uwagi | Kwal. |
| ---- | -------------------------------- | ---------- | --- | ------- | ----- | ----- | ----- |
| 1    | Thais Xavier                     | Brazylia   | 7   | 0,68    | 38,04 |       | Q     |
| 2    | Maria Lundahl                    | Szwecja    | 3   | 0,70    | 39,18 |       | Q     |
| 3    | Jule Elisabeth Strotkoetter      | Niemcy     | 5   | 0,64    | 39,49 |       | R     |
| 4    | Daria Jermakowa                  | Rosja      | 4   | 0,84    | 39.91 |       | R     |
| 5    | Elisa Mammi                      | Włochy     | 6   | 0,74    | 42,79 |       |       |
| 6    | Elianne van Soest                | Holandia   | 1   | 0,86    | 43.85 |       |       |
| 7    | Mercedes Gillian Francis Leblanc | Kanada     | 2   | 0,77    | 45,02 |       |       |

Źródło:

#### Wyścig 3
| Poz. | Imię i nazwisko           | Narodowość | Tor | Reakcja | Wynik | Uwagi | Kwal. |
| ---- | ------------------------- | ---------- | --- | ------- | ----- | ----- | ----- |
| 1    | Bao Xuevi                 | Chiny      | 5   | 0,76    | 35,74 |       | Q     |
| 2    | Priscila de Souza         | Brazylia   | 3   | 0,72    | 37,81 |       | Q     |
| 3    | Anastazja Liazewa         | Rosja      | 4   | 0,68    | 39,09 |       | Q     |
| 4    | Karolina Faszczewska      | Polska     | 3   | 0,77    | 41,77 |       |       |
| 5    | Cristina Tempera          | Włochy     | 6   | 0,71    | 42,18 |       |       |
| 6    | Suzanne Bortolotti Claire | Kanada     | 7   | 0,78    | 45.37 |       |       |
| 7    | Raquel Fenero Fanlo       | Hiszpania  | 2   | 0,96    | 49.99 |       |       |

Źródło:

### Finał
| Poz.   | Imię i nazwisko             | Narodowość | Tor | Reakcja | Wynik | Uwagi |
| ------ | --------------------------- | ---------- | --- | ------- | ----- | ----- |
| złoto  | Wu Huimin                   | Chiny      | 4   | 0,69    | 33,93 | CR    |
| srebro | Bao Xuevi                   | Chiny      | 5   | 0,73    | 35,79 |       |
| brąz   | Priscila de Souza           | Brazylia   | 3   | 0,66    | 37,36 |       |
| 4      | Thais Xavier                | Brazylia   | 6   | 0,69    | 38,11 |       |
| 5      | Anastazja Liazewa           | Rosja      | 2   | 0,67    | 38,81 |       |
| 6      | Jule Elisabeth Strotkoetter | Niemcy     | 8   | 0,63    | 38,87 |       |
| 7      | Julia Wróbel                | Polska     | 7   | 0,73    | 38,97 |       |
| 8      | Maria Lundahl               | Szwecja    | 1   | 0,73    | 40,05 |       |

Źródło: